# Buccari

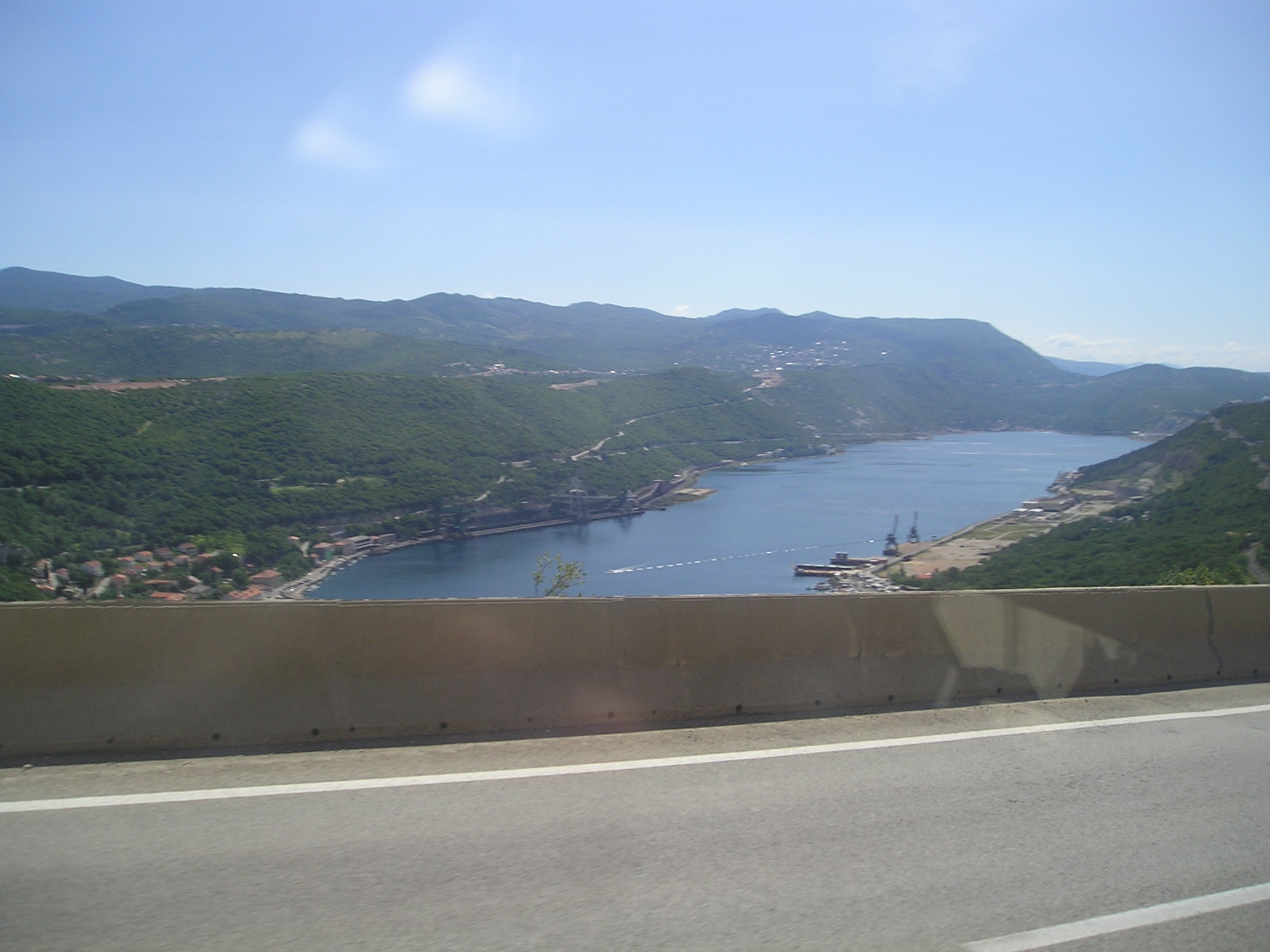
Baia di Buccari

Bùccari (in croato Bakar) è una città della Croazia situata lungo la costa adriatica pochi chilometri a sud-est di Fiume, in fondo ad un riparato vallone che si apre di fronte al Quarnaro e all'isola di Veglia.
Al 2021 il comune conta 7 581 abitanti, di cui 1 192 nel centro omonimo.

## Storia
Buccari gode dello lo status di "città" all'interno della regione litoraneo-montana. Buccari gode di questo titolo dal 1778, su concessione dell'imperatrice Maria Teresa d'Austria.
La baia (o vallone) di Buccari è una profonda e stretta insenatura che si insinua nella terraferma con andamento parallelo alla costa. Essendo particolarmente adatta a riparare navigli di grande stazza, durante la prima guerra mondiale costituì insieme a Pola una delle più importanti basi navali austro-ungariche; l'11 febbraio 1918 fu teatro della celebre beffa di Buccari.
Fino alla seconda guerra mondiale era presente una popolazione italiana autoctona, ora scomparsa. Dal 1941 al 1943 fece parte della provincia di Fiume in seguito all'occupazione italiana di parte del Regno di Jugoslavia.

## Società

### La presenza autoctona di italiani
È presente una piccola comunità di italiani autoctoni che rappresentano una minoranza residuale di quelle popolazioni italofone che abitarono per secoli la penisola dell'Istria e le coste e le isole del Quarnaro e della Dalmazia, territori che appartennero alla Repubblica di Venezia. La presenza degli italiani a Buccari è drasticamente diminuita in seguito agli esodi che hanno seguito la prima e la seconda guerra mondiale.
Oggi a Buccari, secondo il censimento ufficiale croato del 2011, esiste una modestissima minoranza autoctona italiana, pari al 0,24% della popolazione complessiva.

## Geografia antropica

### Località
Il comune di Buccari è diviso in 9 insediamenti (naselja) di seguito elencati. Tra parentesi il nome in lingua italiana, a volte desueto.
- Bakar (Buccari), sede comunale
- Hreljin (Creglino[9] o Picchetto[10])
- Krasica (Crassizza[10] o Craschizza)
- Kukuljanovo (Cuccuglianovo)
- Plosna (Plosna)
- Ponikve (Paniqua[11])
- Praputnjak (Praputignacco[senza fonte] o Feletto[10])
- Škrljevo (Scralievo[12] o Scrìllievo[11])
- Zlobin (Slobino[11][13])